# تونیک شمالی (میسیسیپی)
تونیک شمالی (به انگلیسی: North Tunica) مکانی در ایالت میسیسیپی کشور ایالات متحده آمریکا است که جمعیت آن در سرشماری سال ۲۰۱۰ میلادی، ۱٬۰۳۵
نفر بوده‌است.